# Суперкубок Бразилии по футболу
Суперкубок Бразилии по футболу, (порт. Supercopa do Brasil) — клубный турнир по футболу, проводившийся в Бразилии в 1990—1992 годах и возобновлённый в 2020 году.

## История
В 1990 и 1991 годах разыгрывался по классической системе — между победителем Кубка Бразилии и чемпионом страны прошлого сезона.
В 1992 году разыгрывался между чемпионом Бразилии и чемпионом Серии B (второй по значимости дивизион в стране). Тот турнир 1992 года также известен под названием «Кубок чемпионов Brahma» (Taça Brahma dos Campeões).
В 2013 году КБФ объявила, что Суперкубок будет возрождён в классическом формате в 2015 году — чемпион Бразилии (им стал «Крузейро») должен был сыграть с чемпионом Кубка Бразилии («Атлетико Минейро»). Оба клуба представляют Белу-Оризонти и штат Минас-Жерайс.
Однако спустя год, когда был опубликован календарь клубных соревнований в Бразилии, места для Суперкубка страны в нём не нашлось. Директор по соревнованиям КБФ отметил, что возможность проведения этого турнира можно обсудить и включить в календарь в будущем. 
В 2020 году Суперкубок Бразилии был возрождён в классической схеме. Чемпион Бразилии «Фламенго» разгромил обладателя Кубка Бразилии 2019 года «Атлетико Паранаэнсе». «Фламенго» выиграл и в следующем году. В 2022 году Суперкубок оспаривали «Атлетико Минейро», который в прошлом сезоне оформил «золотой дубль», и вице-чемпион «Фламенго».

## Финалы
| Год  | Победитель       | Финалист            | Счёт           | Место финала                 |
| ---- | ---------------- | ------------------- | -------------- | ---------------------------- |
| 1990 | Гремио           | Васко да Гама       | 2:0 0:0        | Порту-Алегри, Рио-де-Жанейро |
| 1991 | Коринтианс       | Фламенго            | 1:0            | Сан-Паулу                    |
| 1992 | Фламенго         | Парана              | 2:2 (пен. 4:3) | Куритиба                     |
| 2020 | Фламенго         | Атлетико Паранаэнсе | 3:0            | Бразилиа                     |
| 2021 | Фламенго         | Палмейрас           | 2:2 (пен. 6:5) | Бразилиа                     |
| 2022 | Атлетико Минейро | Фламенго            | 2:2 (пен. 8:7) | Куяба                        |
| 2023 | Палмейрас        | Фламенго            | 4:3            | Бразилиа                     |
| 2024 | Сан-Паулу        | Палмейрас           | 0:0 (пен. 4:2) | Белу-Оризонти                |
| 2025 | Фламенго         | Ботафого            | 3:1            | Белен                        |

## Статистика
1. «Фламенго» (Рио-де-Жанейро) — 4 победы (3 финала)
2. «Гремио» (Порту-Алегри) — 1 победа
3. «Коринтианс» (Сан-Паулу) — 1 победа
4. «Атлетико Минейро» (Белу-Оризонти) — 1 победа
5. «Палмейрас» (Сан-Паулу) — 1 победа
6. «Сан-Паулу» — 1 победа